# Пам'ятник Миколі I (Санкт-Петербург)
Пам'ятник Миколі I — монумент, встановлений на Ісаакіївському майдані у Санкт-Петербурзі. Розташований між Маріїнським палацом й Ісаакіївським собором. Пам'ятник почали будувати в 1856 році після смерті імператора за проектом архітектора Огюста Монферана, відкриття відбулось 25 червня (7 липня) 1859 року.

## Опис

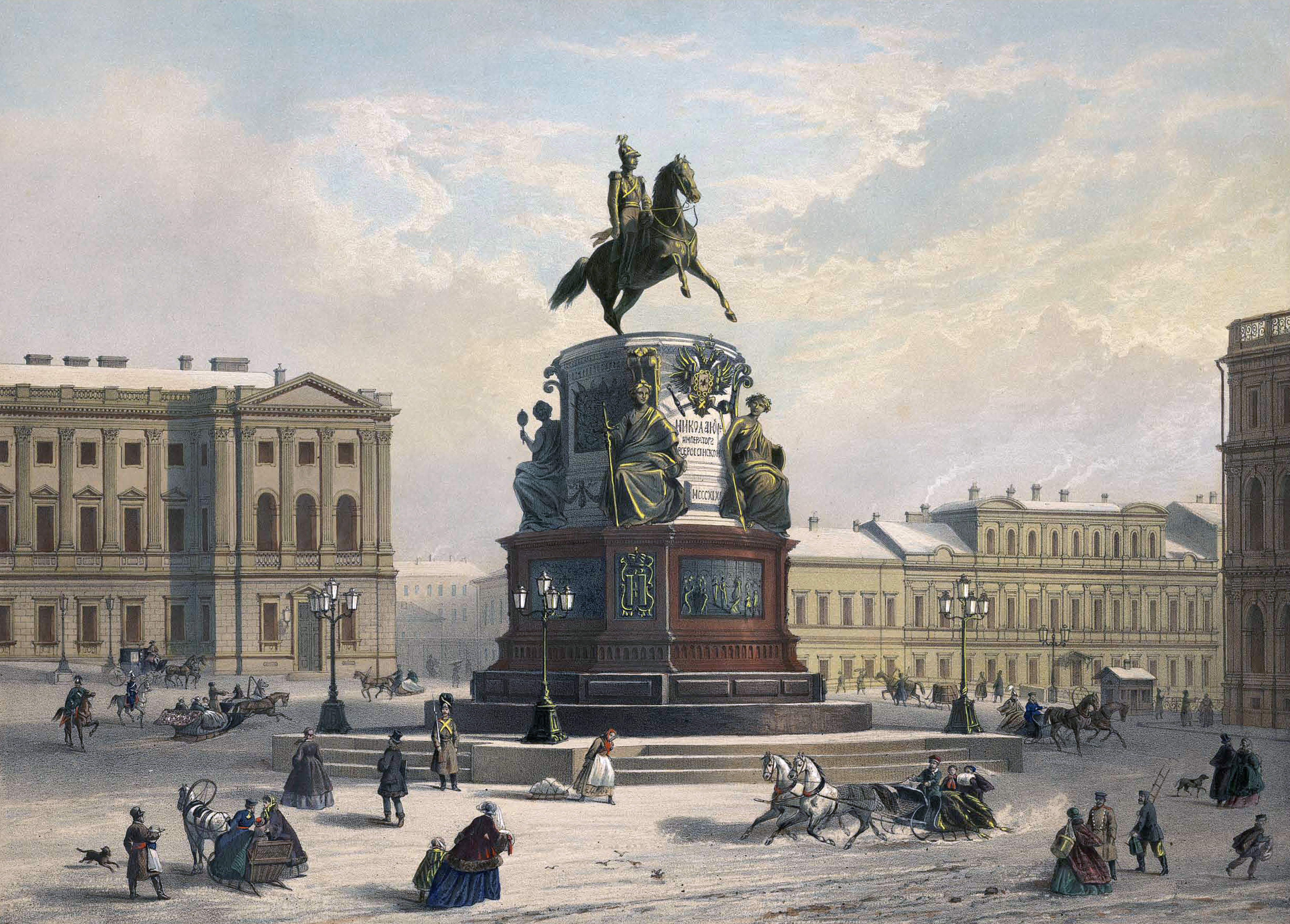
Літографія XIX сторіччя за рисунком І. Шарлеманя

Пам'ятник являє собою 6-метрову кінну статую Миколи I, роботи скульптора П. К. фон Клодта, що стоїть на п'єдесталі. Імператор зображений в парадному мундирі Лейб-гвардії Кінного полку. Кінною натурою послужив жеребець володаря — Амалатбек.
П'єдестал пам'ятника роботи Огюста Монферрана має еліптичну форму й виготовлений з малинового Карельського шокшинського кварциту і білого італійського мармуру. Цоколь виконаний з сірого сердобольского граніту.
П'єдестал пам'ятника прикрашають чотири алегоричні жіночі фігури роботи Р. К. Залемана, що уособлюють «Силу», «Мудрість», «Правосуддя» й «Віру». Голови фігур є портретними зображеннями імператриці Олександри Федорівни та дочок Миколи I — Марії, Олександри й Ольги. Між двома першими статуями знаходиться бронзовий позолочений державний герб, під яким розташований напис: «Миколі I — імператору Всеросійському. 1859-й». Спочатку пам'ятник не мав огорожі, вона була встановлена пізніше.

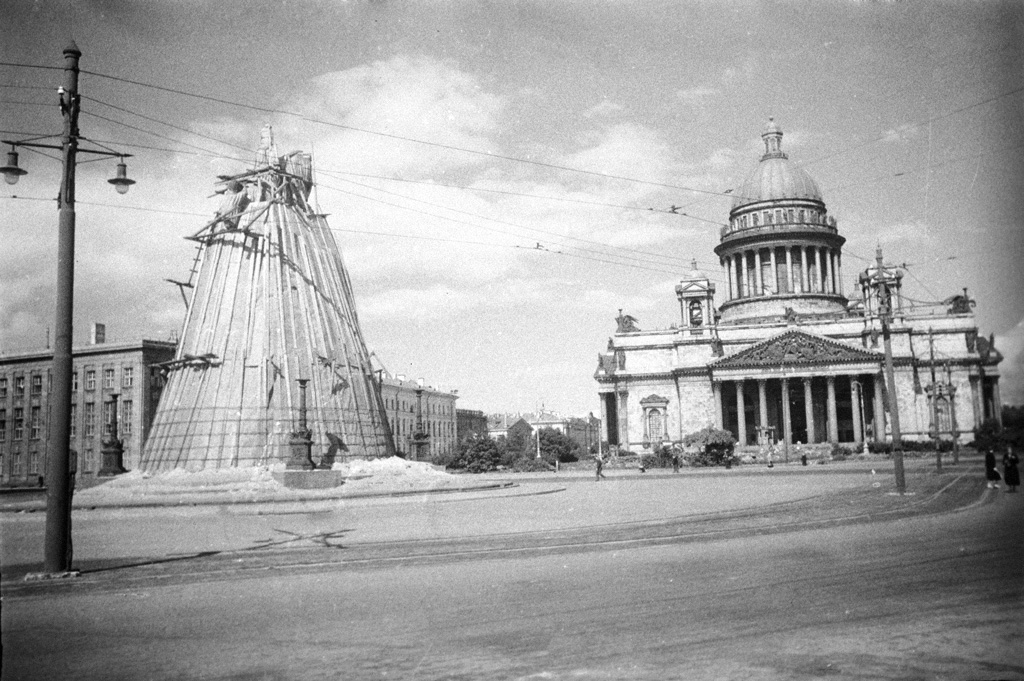
Під час блокади 1942 року

Чотири барельєфи (три з них роботи Н. А. Ромазанова, один — Р. К. Залемана), розташовані на постаменті, розповідають про ключові події правління Миколи I: придушення повстання декабристів, утихомирення холерного бунту, будівництво Миколаївської залізниці й складання зводу законів.
На спорудження пам'ятника було витрачено 753 тис.рублів сріблом. На виливок статуї пішло близько 1300 пудів (21,3 тонни) металу. Перший виливок статуї був невдалий: метал прорвав форму.
Для свого часу пам'ятник вважався технічним дивом: це була перша в Європі кінна статуя, поставлена на дві точки опори (задні ноги коня). Вперше цей прийом був використаний при створенні пам'ятника президенту Ендрю Джексону перед Білим домом у Вашингтоні, США (1852).

## Реставрація
На початку 2000-х років фахівці зафіксували погіршення стану пам'ятника. Протягом XX сторіччя його ремонтували лише точково, в кінці 1980-х були закладені тріщини на опорних ногах кінної статуї.
3 березня 2020 року оголосили про затвердження проекту реставрації пам'ятника. До цього моменту монумент сильно занепав: в постаменті виявлені наскрізні тріщини шириною до 30 см, бронзові деталі вражені корозією, каррарський мармур повністю втратив полірування.
Передбачається, що роботи з реставрації почнуться в травні 2020 року, на їх проведення виділять 116,4 млн рублів.

## Випадок вандалізму
У ніч на 18 червня 2011 року вандалом був пошкоджений наконечник списа в однієї з фігур на п'єдесталі. Винуватцем виявився 26-річний сторож кадетського корпусу, який свій вчинок пояснив бажанням зробити незвичайне фото. Вандал затриманий співробітниками поліції й доставлений у відділення. Спис згодом відреставрували.